# Полишонки
Полишо́нки — деревня в Верх-Люкинском сельском поселении Балезинского района Удмуртии. Центр поселения - деревня Верх-Люкино.
Население - 18 человек (2007; 18 в 1961).
У деревни течёт речка Мундес - левый приток реки Варыж.
Через деревню проходит дорога Карсовай-Балезино.
В деревне имеются одна улица — Ключевая .
ГНИИМБ 	: 1837
Индекс 	: 427542